# Stadolina
Stadolina è una frazione del comune di Vione, in alta Val Camonica, in provincia di Brescia.

## Geografia fisica
Stadolina confina con i paesi di Vezza d'Oglio, di Vione e di Temù. A pochi chilometri dalle nuove piste da sci di Temù, Stadolina mantiene le caratteristiche di un paese tranquillo. La pianura del paese, detta "centoia" che si trova in località Fusine (la parte nuova di Stadolina) d'inverno si copre di brina a causa della mancanza totale del sole per ben 4 mesi.
Il centro storico si trova nella parte alta del paese, sopra la Strada statale 42 del Tonale e della Mendola.
Il paese è attraversato da una caratteristica e panoramica pista ciclabile che collega i paesi dell’alta Valcamonica fino al fiume Po.

## Storia
Frazione si trova a sud-ovest di Vione. All'inizio del secolo era divisa in due contrade di cui la bassa lungo la strada della Valle. Il nome dovrebbe derivare da "Aestas" (-tis) = estate. Altra ipotesi è che derivi da "stabulina" a sua volta derivato da "stabulum" e da "statio" = casa. Ancora: derivato da "Aestatulina" derivato a sua volta da "stabulina" oppure dal nome personale latino "Statulina".

## Monumenti e luoghi d'interesse
- Chiesa di San Giacomo, del XVII secolo, la soasa è opera di G.B. Ramus. Sul campanile sono presenti 5 campane in Fa3 fuse dalla Fonderia Francesco D'Adda e Figli di Crema nel 1933.[2]

- Il sasso di San Cristoforo: lungo la strada che porta in Val Paghera, pochi metri sopra il "Santel" c'è un grosso sasso con impresse la sagoma di un bastone e l'impronta di una scarpa. La leggenda narra che di lì passò San Cristoforo, e appoggiando il bastone ed il piede su quel masso lasciò impresse per sempre le sue impronte.

## Società

### Tradizioni e folclore
- Antiche previsioni del tempo: nella notte di San Paolo, all'imbrunire, si usa sistemare sul davanzale della finestra dodici scorze di cipolla riempite con un po' di sale. Ogni scorza rappresenta un mese dell'anno e la mattina seguente il responso di San Paolo non lascia spazio a dubbi: se il sale è sciolto, quel mese sarà piovoso. Questa tradizione è ancora viva e si ripete con successo da generazioni e generazioni in tutta l'alta Valcamonica.

- Gli scütüm: sono nei dialetti camuni dei soprannomi o nomignoli, a volte personali, altre indicanti tratti caratteristici di una comunità. Quello che contraddistingue gli abitanti di Stadolina è Fassolà .
- Il ballo "de l'ombrèla" rappresenta la morte e il ritorno alla vita di un ballerino. Fa parte delle danze rituali. Varianti si trovano in diverse parti d'Italia. In Valle è tipico di Stadolina.
- 'l bal del barber
- Il ballo del bacio
- il ballo della scopa
- Lo scotis
- Festa degli alpini: ogni anno ad agosto con rancio alpino, balli e divertimento
- festa di San Giacomo, patrono del paese. Come da tradizione da alcuni anni ci si ritrova per un pranzo a base di spiedo e polenta.

### Piatti tipici
Il piatto tradizionale di Stadolina sono i calsù. Il nome deriva da caseum, il cacio con cui si condivano un tempo. La pasta dei calsù viene lavorata e chiusa a mano. Il ripieno è composto da patate lessate e schiacciate, mescolate con carne trita o salame ed erbe a seconda della varie usanze familiari. La ricetta dei calsù varia da paese a paese e da famiglia a famiglia.
Altri piatti tipici sono: gli strinù o brustulù (salamella alla piastra), "Gnoc de la cua"(gnocchi di farina e pane con varie erbe), la trippa, vari piatti con finferli e funghi porcini, la torta di patate, la torta di sangue e sanguinì (salsicce fatte col sangue del maiale o del manzo), polenta e pocio, minestra de scandéla (minestra di orzo), cafè de scandéla (caffè d'orzo), polenta e osei, patate e os, bosòlà, brodo di gallina.

### Agricoltura
Negli ultimi anni è nato un progetto in tutta l'alta Valle Camonica per il recupero delle antiche colture come fragole, patate, piccoli frutti.

### Sport e turismo
Nel versante vago, nel 2012 è stata creata una pista ciclo-pedonale che unisce tutti i paesi dell'Alta valle.
Nel versante solivo si può percorrere la via Carolingia, che prende il nome da Carlo Magno. 
Il passaggio dell’imperatore in alta Valcamonica è una leggenda tramandata da alcuni manoscritti a partire dal XIV secolo, che ha ispirato un percorso tra boschi, prati, terrazzamenti e antichi nuclei rurali. Il tracciato, utilizzato fino a qualche decennio fa, è oggi di nuovo percorribile e tocca diversi paesi dell’alta valle a mezza costa, da Monno fino a Ponte di Legno.
Il paesaggio racconta le gesta eroiche dell’imperatore affiancato da sette vescovi e la sconfitta dei signori locali, convertiti al cattolicesimo: attraversata la Valle Camonica l’esercito di Carlo avrebbe poi sbaragliato un manipolo di pagani in una terribile battaglia sul Mortirolo. Re Carlo per celebrare le sue vittorie, fece erigere lungo le tappe dove si svolse la battaglia diverse chiese: a Monno fece costruire la chiesa dedicata a San Brizio, all’altezza di Davena quella ai Santi Michele e Giorgio, e sopra Vezza d’Oglio a San Clemente. Nel territorio di Dalegno fondò altre due chiese: Sant'Alessandro tra Vione e Temù e la Santissima Trinità a Ponte di Legno.
Lungo l’itinerario, percorribile tutto d’un fiato oppure a tappe, le chiese sembrano apparire magicamente dietro una curva, appena usciti da un bosco o all’interno di un nucleo urbano.